# Associazione Sportiva Acireale 2003-2004
Questa pagina raccoglie le informazioni riguardanti l'Associazione Sportiva Acireale nelle competizioni ufficiali della stagione 2003-2004.

## Rosa
| N. |                   | Ruolo | Calciatore            |
| -- | ----------------- | ----- | --------------------- |
|    | Italia (bandiera) | D     | Maurizio Anastasi     |
|    | Italia (bandiera) | D     | Giuseppe Bonanno      |
|    | Italia (bandiera) | C     | Davide Campofranco    |
|    | Italia (bandiera) | C     | Antonino Cardinale    |
|    | Italia (bandiera) | D     | Angelo Danotti        |
|    | Italia (bandiera) | C     | Giovanni Delle Vedove |
|    | Italia (bandiera) | P     | Giuseppe Di Masi      |
|    | Italia (bandiera) | D     | Andrea Di Salvatore   |
|    | Italia (bandiera) | A     | Salvatorino Frisenda  |
|    | Italia (bandiera) | C     | Stefano Garzon        |
|    | Italia (bandiera) | D     | Massimo Lo Monaco     |
|    | Italia (bandiera) | A     | Mattia Mastrolilli    |

| N. |                     | Ruolo | Calciatore           |
| -- | ------------------- | ----- | -------------------- |
|    | Italia (bandiera)   | C     | Francesco Mortelliti |
|    | Italia (bandiera)   | D     | Alessandro Nigro     |
|    | Italia (bandiera)   | A     | Giuseppe Pagana      |
|    | Italia (bandiera)   | D     | Giovanni Paschetta   |
|    | Svizzera (bandiera) | D     | Fabio Pittilino      |
|    | Italia (bandiera)   | P     | Ciro Polito          |
|    | Italia (bandiera)   | A     | Orazio Russo         |
|    | Italia (bandiera)   | A     | Francesco Sanetti    |
|    | Italia (bandiera)   | D     | Andrea Suriano       |
|    | Italia (bandiera)   | A     | Mirko Ventura        |
|    | Italia (bandiera)   | D     | Alessandro Zamperini |

## Risultati

### Campionato

#### Girone di andata
| 31 agosto 2003 1ª giornata | Sambenedettese | 1 – 2 | Acireale |  |

| 7 settembre 2003 2ª giornata | Acireale | 0 – 0 | Foggia |  |

| 14 settembre 2003 3ª giornata | Taranto | 0 – 1 | Acireale |  |

| 21 settembre 2003 4ª giornata | Acireale | 0 – 0 | L'Aquila |  |

| 28 settembre 2003 5ª giornata | Crotone | 0 – 0 | Acireale |  |

| 5 novembre 2003 6ª giornata | Acireale | 1 – 1 | Paternò |  |

| 12 ottobre 2003 7ª giornata | Vis Pesaro | 0 – 3 | Acireale |  |

| 19 ottobre 2003 8ª giornata | Acireale | 0 – 1 | Viterbese |  |

| 26 ottobre 2003 9ª giornata | Lanciano | 1 – 1 | Acireale |  |

| 2 novembre 2003 10ª giornata | Acireale | 3 – 0 | Sora |  |

| 9 novembre 2003 11ª giornata | Teramo | 0 – 2 | Acireale |  |

| 16 novembre 2003 12ª giornata | Acireale | 1 – 0 | Chieti |  |

| 23 novembre 2003 13ª giornata | Martina | 2 – 4 | Acireale |  |

| 7 dicembre 2003 14ª giornata | Acireale | 0 – 0 | Catanzaro |  |

| 14 dicembre 2003 15ª giornata | Fermana | 1 – 2 | Acireale |  |

| 21 dicembre 2003 16ª giornata | Acireale | 1 – 0 | Giulianova |  |

| 6 gennaio 2003 17ª giornata | Sporting Benevento | 0 – 1 | Acireale |  |

#### Girone di ritorno
| 11 gennaio 2004 18ª giornata | Acireale | 1 – 1 | Sambenedettese |  |

| 18 gennaio 2004 19ª giornata | Foggia | 1 – 3 | Acireale |  |

| 1º febbraio 2004 20ª giornata | Acireale | 3 – 0 | Taranto |  |

| 8 febbraio 2004 21ª giornata | L'Aquila | 3 – 1 | Acireale |  |

| 15 febbraio 2004 22ª giornata | Acireale | 0 – 1 | Crotone |  |

| 22 febbraio 2004 23ª giornata | Paternò | 0 – 1 | Acireale |  |

| 7 marzo 2004 24ª giornata | Acireale | 1 – 1 | Vis Pesaro |  |

| 14 marzo 2004 25ª giornata | Viterbo | 1 – 1 | Acireale |  |

| Vittoria 21 marzo 2004 26ª giornata | Acireale | 0 – 2 | Lanciano |  |

| 28 marzo 2004 27ª giornata | Sora | 1 – 1 | Acireale |  |

| 4 aprile 2004 28ª giornata | Acireale | 1 – 0 | Teramo |  |

| 10 aprile 2004 29ª giornata | Chieti | 5 – 0 | Acireale |  |

| 18 aprile 2004 30ª giornata | Acireale | 2 – 0 | Martina |  |

| 25 aprile 2004 31ª giornata | Catanzaro | 1 – 0 | Acireale |  |

| 2 maggio 2004 32ª giornata | Acireale | 0 – 0 | Fermana |  |

| 9 maggio 2004 33ª giornata | Giulianova | 2 – 2 | Acireale |  |

| 16 maggio 2004 34ª giornata | Acireale | 1 – 0 | Sporting Benevento |  |